# Ivan Sergei
Ivan Sergei Gaudio  (Hawthorne, New Jersey, 7 de maio de 1971) é um ator estadunidense mais conhecido por seus trabalhos em televisão.
Sergei estrelou a versão de 1996 do filme Once a Thief, de John Woo, e posteriormente participou, junto com os outros integrantes do elenco, da série de televisão homônima, em 1997, que durou apenas uma temporada.
Atuou junto com Amanda Peet em Jack & Jill durante três anos,  entre 1999 e 2001, e em seguida fez parte do sitcom de curta duração Wednesday 9:30 (8:30 Central), em 2002.
De 2003 a 2004, participou da série Crossing Jordan, e em 2004 fez parte do elenco do cancelado show da NBC Hawaii.
Sergei também teve papéis em Dangerous Minds (1995), The Opposite of Sex (1998), e 10.5 (2004). Fez participação especial em Touched by an Angel, Cybill e Party of Five.
Interpretou Henry Mitchell em Charmed e co-estrelou, com Jenny McCarthy, o filme da ABC Santa Baby.
Atuou no filme Jewtopia (2012) ao lado de Jennifer Love-Hewitt, Tom Arnold e John Lovitz.

## Filmografia
| Filme     | Filme                                       | Filme                     | Filme                                                            |
| Ano       | Título                                      | Papel                     | Notas                                                            |
| --------- | ------------------------------------------- | ------------------------- | ---------------------------------------------------------------- |
| 1990      | Ghoul School                                | O'Rawe                    | as Keith McKenna                                                 |
| 1995      | Gunfighter's Moon                           | Spud Walker               |                                                                  |
| 1995      | Dangerous Minds                             | Huero                     | Gross revenue: $179,519,401                                      |
| 1998      | Airtime                                     | Unknown                   | curta                                                            |
| 1998      | The Opposite of Sex                         | Matt Mateo                |                                                                  |
| 2000      | Playing Mona Lisa                           | Eddie / Carl / Ben        |                                                                  |
| 2001      | The Big Day                                 | John                      |                                                                  |
| 2003      | Scorched                                    | Mark                      | Independent film                                                 |
| 2006      | The Break-Up                                | Carson Wigham             | Gross revenue: $204,999,686                                      |
| 2010      | Egg Scape                                   | Ryan                      | pre-production                                                   |
| 2012      | Jewtopia                                    | Christian O'Connell       |                                                                  |
| 2012      | Vamps                                       | detetive                  |                                                                  |
| 2014      | Some Kind of Beautiful                      | Tim Prince                |                                                                  |
| Televisão |                                             |                           |                                                                  |
| Year      | Title                                       | Role                      | Notes                                                            |
| 1994      | Touched by an Angel                         | Peter Enloe               | Episode: "Show Me the Way Home"                                  |
| 1994      | Bionic Ever After?                          | Astaad Rashid             | made-for-TV                                                      |
| 1995      | Cybill                                      | Kelly                     | Episode: "Virgin, Mother, Crone"                                 |
| 1995      | If Someone Had Known                        | Jimmy Pettit              | made-for-TV                                                      |
| 1996      | Party of Five                               | Sean                      | Episode: "Valentine's Day"                                       |
| 1996      | Star Command                                | Ens. Phillip Jackson      | made-for-TV                                                      |
| 1996      | Kindred: The Embraced                       | Zane                      | Episode: "Live Hard, Die Young, and Leave a Good Looking Corpse" |
| 1996      | The Rockford Files: Friends and Foul Play   | Unknown                   | made-for-TV                                                      |
| 1996      | Once a Thief                                | Mac Ramsey                | made-for-TV                                                      |
| 1996      | Mother, May I Sleep with Danger? (1996)     | Billy Jones (Kevin Shane) | made-for-TV                                                      |
| 1996–1998 | Once a Thief                                | Mac Ramsey                | 22 episodes                                                      |
| 1999–2001 | Jack & Jill                                 | David 'Jill' Jillefsky    | 32 episodes                                                      |
| 2002      | Wednesday 9:30 (8:30 Central)               | David Weiss               | 8 episodes                                                       |
| 2003–2004 | Crossing Jordan                             | Dr. Peter Winslow         | 22 episodes                                                      |
| 2004      | Hawaii                                      | Danny Edwards             | 8 episodes                                                       |
| 2004      | 10.5                                        | Dr. Zack Nolan            | TV miniseries                                                    |
| 2005–2006 | Charmed                                     | Henry Mitchell            | 11 episodes                                                      |
| 2005      | Drive                                       | Alex Tully                | Unaired Pilot                                                    |
| 2006      | Santa Baby                                  | Luke Jessup               | made-for-TV                                                      |
| 2008      | CSI: Miami                                  | Greg Donner               | Episode: "Raging Cannibal"                                       |
| 2008      | To Love and Die                             | Blue                      | 12 episodes                                                      |
| 2008–2009 | Jack Hunter and the Lost Treasure of Ugarit | Jack Hunter               | TV miniseries                                                    |
| 2009      | High Noon                                   | Duncan Swift              | made-for-TV                                                      |
| 2008–2009 | Army Wives                                  | Collin Richards           | 2 episodes                                                       |
| 2009      | Warehouse 13                                | Ross                      | Episode: "Magnetism"                                             |
| 2010      | A Trace of Danger                           | Dave                      | made-for-TV                                                      |
| 2010      | Gravity                                     | Robert                    | 10 episodes                                                      |
| 2010      | Sunday's at Tiffany's                       | Hugh                      | Lifetime                                                         |
| 2011      | Final Sale (A Borrowed Life)                | Ryan Graves               | made-for-TV                                                      |
| 2012      | The Mentalist                               | Gabe Mancini              |                                                                  |
| 2013      | Body of Proof                               | Sergei Damanov            | Episode: "Fallen Angel" S03E06                                   |
| 2016      | Mother, May I Sleep with Danger?            | professor                 | feito para TV                                                    |

### Other works
- 2002 – Rebellion (Director/Writer)
- 2012 - Unstable (Character) Lifetime Movie